# Сергієвка (Глазовський район)
Сергі́євка (рос. Сергеевка) — присілок в Глазовському районі Удмуртії, Росія.

## Населення
Населення — 28 осіб (2010).

## Господарство
На околиці присілка знаходиться підсобне господарство ПУ 32.

## Історія
Присілок утворений 2004 року. Указом Державної Ради Удмуртії від 22 червня йому було надано назву та включено до складу Штанігуртської сільської ради.